# Naturpark Münden
Naturpark Münden ligger i Landkreis Göttingen, i den sydligste del af den tyske delstat Niedersachsen.
Den blev oprettet i 1959 og har et areal på 374 km². Den skovrige naturpark ligger ved østgrænsen til byen Kassel, og dermed ved grænsen til delstaten Hessen, og den omfatter den nordlige del af Kaufunger Wald, Bramwald og Dransfelder Stadtwald. Mod syd støder den til Naturpark Meißner-Kaufunger Wald. Det er et mittelgebirgelandskab med høje plateauer og store skovområder.

## Bjerge
I Naturpark Münden ligger disse bjerge og højdedrag – sorteret efter højde i meter over havet (m) :
| - Haferberg (580,4 m) - Kleiner Steinberg (541,9 m) - Großer Steinberg (541,8 m) - Steinbergskopf (ca. 532 m) - Häringsnase (ca. 508 m) - Hoher Hagen (ca. 492,5 m) - Brunsberg (480,2 m) - Brackenberg (461,0 m) - Hohe Schleife (ca. 442 m) - Ossenberg (437,6 m) - Steinberg (ved Meensen; ca. 435 m) - Großer Staufenberg (ca. 427 m) - Hühnerfeldberg (418,4 m) - Dransberg (421,7 m) - Salzleckerkopf (412 m) | - Totenberg (408,1 m) - Steinberg (ved Dahlenrode; ca. 407 m) - Heidelberg (ca. 402) - Klingenberg (399,5 m) - Sauenberg (395 m) - Sandberg (382,3 m) - Klagesberg (ca. 381 m) - Vaaker Berg (380,1 m) - Kleiner Staufenberg (370,5 m) - Staufenberg (342,8 m) - Backenberg (ca. 340 m) - Blümer Berg (320 m) - Speeler Kopf (316,4 m) - Mühlberg (ca. 212 m) |